# آن سي بالمينبرغ
آن سي بالمينبرغ (بالإنجليزية: Ann C. Palmenberg)‏ هي أستاذة علم الفيروسات والكيمياء الحيوية في جامعة ويسكونسن ماديسون. حصلت على درجة البكالوريوس من جامعة سانت لورانس وشهادة الدكتوراه من جامعة ويسكونسن ماديسون. وحصلت الدكتورة بالمينبرغ على العديد من الجوائز عن أبحاثها ومشاركتها في المجتمع العلمي، مثل زميل الأكاديمية الأمريكية لعلم الأحياء الدقيقة .  وقد تم نشر مقالات إخبارية عن عملها في مجلة علم الفيروسات، بما في ذلك مقال في مجلة Milwaukee Journal Sentinel عن نتائجها بشأن نزلات البرد. 

## القيادة والخدمة
مراجع لمجلات ودوريات علمية منها : لمجلة علم الفيروسات، أرشيف علم الفيروسات، علم الفيروسات، الخلية، مجلة علم الأحياء الجزيئي، مجلة EMBO العلمية ، PNAS ، ساينس ، نيتشر ، أبحاث الفيروسات، ومجلات الكيمياء الحيوية من 1975 إلى الوقت الحاضر.

## الجوائز
حصلت آن سي بالمينبرغ على العديد من الجوائز في أوساط العلوم لإنجازاتها، بما في ذلك ما يلي:
- حصل على زمالة الأكاديمية الأمريكية لعلم الأحياء الدقيقة عام 2009
- تم انتخابه رئيسًا للجمعية الأمريكية لعلم الفيروسات في عام 2007
- حصل على جائزة العالم المتميز من جامعة نبراسكا لينكولن في عام 2006
- منحت الجمعية الأمريكية لعضوية علم الفيروسات مدى الحياة في عام 2001
- رئيس منتخب لمعهد علم الفيروسات الجزيئية بـجامعة ويسكونسن-ماديسون من 1997-2013
- حصل على جائزة WWF Faculty Mid-Career من جامعة ويسكونسن-ماديسون في عام 1997
- حصل على جائزة Vilas Associate من جامعة ويسكونسن ماديسون في عام 1996
- حصل على جائزة HI Romnes لأبحاث أعضاء هيئة التدريس من جامعة ويسكونسن ماديسون في عام 1991
- حصل على جائزة باوند للأبحاث من جامعة ويسكونسن ماديسون عام 1990
- حصل على جائزة العالم المتميز من معهد واكسمان بجامعة روتجرز عام 1989
- أشاد به مركز أمراض الحمى القلاعية لعموم أمريكا للعمل في برامج المكافحة والقضاء في أمريكا الجنوبية عام 1988 [3]

## المنشورات
فيما يلي أبرز منشوراتها الـ 93 التي شاركت فيها آن بالمينبرج بشكل رئيسي.
- التركيب الذري لفيروس Mengo بدقة 3.0 أ [5]
- المعالجة بالبروتينات لبروتين Picornaviral Polyprotein [6]
- تسلسل وتحليل جينوم جميع فيروسات الأنف البشري المعروف يكشف عن البنية والتطور [7]
- التسلسل والعناصر الهيكلية التي تساهم في ترجمة الحمض النووي الريبي لفيروس التهاب الرئة الفعال [8]
- تسلسل النوكليوتيدات والأحماض الأمينية المستخلصة من منطقة ترميز التهاب الدماغ العضلي الفيروسي [9]